# RFA Sir Galahad (1966)
La RFA Sir Galahad è stata una nave della marina britannica, appartenente alla Royal Fleet Auxiliary, della classe Round Table, varata nel 1966 e affondata durante l'attacco aereo argentino a Bluff Cove nel corso della guerra delle Falkland.

## Carriera

### L'affondamento
L'8 giugno in mattinata le RFA Sir Galahad e Sir Tristram raggiunsero l'ancoraggio di Bluff Cove per poter sbarcare le Welsh Guards della 5 Infantry Brigade venute a rinforzare la posizione a sud est di Port Stanley; gli ufficiali delle Guardie, nonostante fossero stati invitati dal maggiore dei Royal Marines Ewen Southby-Tailyour a sbarcare i loro uomini con urgenza, anche avvalendosi di un mezzo da sbarco parzialmente carico di munizioni o venendo sbarcate sulla sponda opposta della baia, a Fitzroy, attraverso altre imbarcazioni, rifiutarono poiché i regolamenti militari proibivano la coesistenza di munizioni e uomini sullo stesso mezzo, ed inoltre poiché non avevano alcuna intenzione di andare in un posto diverso da quello preventivato. Alle 13 circa, le navi vennero attaccate e colpite da due voli di A4B Skyhawk del Grupo 5.; degli iniziali 6 aerei decollati uno tornò indietro per problemi di rifornimento, ma dei cinque rimasti, tre attaccarono la Sir Galahad che venne colpita dal tenente Carlos Cachón con tre bombe da 500 kg, mentre gli altri due colpirono la Sir Tristram; oltre ai 50 morti a bordo, molti furono i feriti ustionati dal fosforo delle bombe di mortaio trasportate a bordo della Sir Galahad; la maggior parte delle perdite si ebbe a bordo di questa ultima, mentre sulla Sir Tristram vi fu un bilancio relativamente esiguo.
La Sir Galahad, ormai inservibile, venne silurata ed affondata dal sottomarino HMS Onyx, un diesel-elettrico della classe Oberon, ed è oggi riconosciuta come cimitero di guerra, mentre la Sir Tristram, sebbene gravemente danneggiata, venne trasportata in Gran Bretagna e ricostruita, e servì anche nella prima guerra del golfo.
La conseguenza dell'attacco fu un ritardo di due giorni nello sbarco delle forze britanniche.